# Nokia 6600

Nokia 6600 este un smartphone bazat pe platforma Nokia S60 cu sistemul de operare Symbian 7.0s. Ca dotări putem aminti slot MMC pentru card, player audio, player video și Bluetooth.

## Design
Se poate utiliza joystick-ul pentru a naviga și pentru a selecta elementele de meniu.
În partea stângă a aparatului exista un port infraroșu iar obiectivul camerei de pe spate este aproape de grilajul boxei.
Are un ecran TFT cu 2.16 inchi de 176 x 208 pixeli cu afișaj maxim de 65.536 de culori.

## Conectivitate
Nokia 6600 oferă ca opțiuni de conectivitate fără fir Infraroșu și Bluetooth 1.1. Conexiunea la internet se realizează prin GPRS.

## Multimedia
Are o cameră VGA cu zoom digital de 2x.

## Caracteristici
- Procesor ARM 9 104 MHz
- Sistem de operare Symbian 7.0s
- HSCSD și GPRS pentru internet/WAP
- Ecran de 2.16 inchi
- Slot card MMC
- Bluetooth și Infraroșu
- Java MIDP 2.0
- GSM trei benzi 900/1800/1900
- joystick cu 5 direcții